# Ólchobar mac Cináeda

Ólchobar mac Cináeda (mort en 851) fut roi de Munster de 847 jusqu'à sa mort. Il se peut que ce fût lui, le « roi des Irlandais », qui envoya une ambassade à l'empereur franc Charles II le Chauve, annonçant une série de victoires sur les Vikings en Irlande en 848.

## Origines
Ólchobar appartenait à la branche Locha Léin des Eóganachta, qui dominaient le royaume de Munster depuis le Ve siècle jusqu'à la fin du Xe siècle. Cette branche des Eóganacht Locha Léin donna peu de rois, et dans les années qui précédèrent l'avènement d'Ólchobar leurs terres autour des Lacs de Killarney furent menacées.
On pense qu'Ólchobar était l'abbé d'Imlech, la principale église des Eóganachta, avant d'être choisi roi. Son prédécesseur, le puissant Feidlimid mac Crimthain, fut le premier roi de Munster à avoir combiné une charge ecclésiastique avec la royauté. Cette association de pouvoirs séculier et religieux semble avoir été unique au Munster au cours des IXe et Xe siècles. On pense que plusieurs des rois qui s'occupèrent en même temps d'une abbaye, comme Ólchobar ou, mieux connu, Cormac mac Cuilennáin, furent des candidats de compromis pour la royauté. Dans le cas d'Ólchobar, ceci correspond bien avec la faiblesse politique de sa famille.
Des recherches récentes ont cependant montré qu'Ólchobar était plus probablement un membre de la branche des Eóganacht Áine. Cette branche faisait partie du premier cercle des Eóganachta qui fournissait des rois de Munster depuis le VIIe siècle. Les Eóganacht Áine donnèrent également plusieurs abbés à Imlech au cours du IXe siècle.

## Les Vikings
Quelques-unes des annales irlandaises, dont le Chronicon Scotorum, rapportent qu'au début du règne d'Ólchobar, Emly fut attaquée par les Vikings. En 848, une année qui vit de multiples défaites des Vikings, Ólchobar joignit ses forces avec celles de son voisin de l'est, Lorcán mac Cellaig, roi de Leinster, pour battre une armée viking à Sciath Nechtain, près de l'actuel Castledermot, dans le comté de Kildare. Des sources anciennes disent que deux cents Vikings y furent tués, et des sources ultérieures accrurent le nombre de morts, citant parmi eux un certain Tomrair, jarl et représentant du roi de Lochlann. Plus tard cette année-là, la branche des Eóganachta de Cashel infligea une défaite aux Vikings à Dún Maíle Tuile, près de Cashel. De nouvelles victoires furent obtenues à l'ouest, dans l'actuel Sligo, par le haut-roi Mael Seachnaill Ier mac Mael Ruanaid et son allié Tigernach mac Fócartai.
On a rapporté qu'en fin 848, Ólchobar établit un camp afin de bloquer les Vikings à Cork. Le résultat de ce siège n'est indiqué nulle part. C'est la première mention de Vikings à Cork, et on n'en a plus entendu parler jusqu'en 865. On a suggéré que ces différentes campagnes contre les Vikings furent coordonnées par les principaux rois irlandais.

## Roi des Irlandais?
À la suite de cette série de victoires sur les Vikings, les Annales de Saint-Bertin rapportent l'arrivée d'une ambassade à la cour de l'empereur franc Charles II le Chauve :
« Les Irlandais attaquèrent les Vikings, et, avec l'aide de Notre Seigneur Jésus, ils furent victorieux et les chassèrent hors de leur territoire. Pour cette raison, le roi des Irlandais envoya à Charles des ambassadeurs avec des présents en marque de paix et d'amitié, demandant de leur accorder libre passage jusqu'à Rome »
.
L'identité de ce « roi des Irlandais » est incertaine. Il a parfois été identifié avec Mael Seachnaill Ier mac Mael Ruanaid
. Pourtant des arguments ont été présentés en faveur d'Ólchobar. Comme Sedulius Scottus, un homme du Leinster, faisait partie de l'ambassade, cette ambassade du sud avait été plus probablement organisée par le roi de Munster que par le haut-roi. Plus rien ne concerne Ólchobar après 848 et jusqu'à sa mort en 851. S'il a été le « roi des Irlandais », aucune trace écrite de son pèlerinage à Rome n'a survécu.